# Zelotes ivieorum
Espèce
Zelotes ivieorum est une espèce d'araignées aranéomorphes de la famille des Gnaphosidae.

## Distribution
Cette espèce est endémique d'Oaxaca au Mexique,. Elle se rencontre vers Tehuantepec.

## Description
Les femelles mesurent 4,07 à 4,79 mm.

## Étymologie
Cette espèce est nommée en l'honneur de J. et Wilton Ivie.

## Publication originale
- Platnick & Shadab, 1983 : A revision of the American spiders of the genus Zelotes (Araneae, Gnaphosidae). Bulletin of the American Museum of Natural History, no 174, p. 97-192 (texte intégral).